# Округ Макферсон (Небраска)
Округ Макферсон (енгл. McPherson County) је округ у америчкој савезној држави Небраска.

## Демографија
По попису из 2010. године број становника је 539, што је 6 (1,1%) становника више него 2000. године.
| Група             | 2000.       | 2010.       |
| Белци             | 518 (97,2%) | 528 (98,0%) |
| Афроамериканци    | 0 (0,0%)    | 2 (0,4%)    |
| Азијати           | 2 (0,4%)    | 0 (0,0%)    |
| Хиспаноамериканци | 8 (1,5%)    | 2 (0,4%)    |
| Укупно            | 533         | 539         |